# 洛韦雷
洛韦雷（義大利語：Lovere），是意大利贝加莫省的一个市镇。总面积7平方公里，人口5472人，人口密度781.7人/平方公里（2009年）。国家统计（ISTAT）代码为016128。